# Missa Luba
La Missa Luba  è un'ambientazione della Messa tridentina cantata negli stili tradizionali della Repubblica Democratica del Congo. L'opera è stata composto da padre Guido Haazen, un frate francescano del Belgio, e originariamente celebrato, eseguito e registrato nel 1958 da Les Troubadours du Roi Baudouin, un coro di adulti e bambini della città congolese di Kamina nella Provincia del Katanga. 
In seguito divenne la base parziale per un uso congolese della forma ordinaria della messa di rito romano: lo Zaire Use.

## Registrazione Originale
La casa discografica Philips Records aveva pubblicato un LP della "Missa Luba" di Les Troubadours du Roi Baudoin nei Paesi Bassi e in altri mercati europei nel 1958. 

## Tracce
Lato A Canzoni congolesi
1. Dibwe Diambula Kabanda (Marriage Song) – 3:02
2. Lutuku & A Bene Kanyoka (Emergence from Grief) – 2:48
3. Ebu Ewale Kemai (Marriage Ballad) – 2:22
4. Katunbo (Dance) – 1:42
5. Seya Wa Mama Ndalamba (Marital Celebration) – 2:21
6. Banaha (Soldiers' Song) – 2:01
7. Twai Tshinaminai (Work Song) – 1:01

Lato B Missa Luba
1. Kyrie – 2:03
2. Gloria – 2:39
3. Credo – 4:06
4. Sanctus – 1:36
5. Benedictus – 0:52
6. Agnus Dei – 1:52

## Discografia
- Les Petits Troubadours du Roi Baudoin, arrangiamento di Père Guido Haazen o.f.m., Philips 6527 137, 1965, LP.